# Swimfan
Swimfan is een Amerikaanse thriller uit 2002, geregisseerd door John Polson met Jesse Bradford en Erika Christensen in de hoofdrollen. De meningen over de film waren negatief. Bij IMDB scoort hij 49% en bij Rotten Tomatoes 19%.

## Verhaal
Ben Cronin is een laatstejaarsscholier en het leven lacht hem toe. Met zijn zwemtalent maakt hij kans op een sportbeurs voor de universiteit en hij heeft een vaste vriendin die reeds aan samenwonen denkt. Dan ontmoet hij Madison Bell, die nieuw is op school. Die komt op een avond naar een trainingsessie en verleidt hem in het zwembad tot een onenightstand. Ze besluiten vervolgens vrienden te blijven.
Madison blijft echter geobsedeerd achter Ben aanlopen tot hij haar afwijst. Van dan af doet ze er alles aan om hem het leven zuur te maken. Zo maakt ze zijn slippertje wereldkundig zodat Amy hem niet meer wil zien, doet ze anabole steroïden in zijn urinestaal zodat hij uit het zwemteam wordt gegooid en vermoord ze zijn teamgenoot Josh waarvan hij vervolgens wordt verdacht.
Daarom gaat Ben zelf op zoek naar bewijzen tegen haar. Madisons' neef vertelt hem over Jake Donnely; Madisons' ex-vriend uit New York die eens een beloftevol baseballspeler was maar in coma ligt na een auto-ongeval waarbij Madison ongedeerd bleef. In de tussentijd rijdt Madison Amy van de weg met zijn auto, zodat hij van nog een misdaad wordt beschuldigd.
Zijn moeder waarschuwt hem dat de politie hem in het ziekenhuis opwacht en dus vermomd hij zich als Jake. Daardoor is Madison, die naar het ziekenhuis is gekomen om Amy te doden, van haar melk en ze volgt hem naar de parkeergarage. Als ze ontdekt dat ze Ben gevolgd is bedreigt ze hem en zegt daarbij wat ze gedaan heeft. Bens' vrienden hebben alles op video opgenomen en Madison wordt ingerekend.
Terwijl Amy naar huis mag vermoord Madison echter de agenten die haar wegbrengen en ontsnapt. Ze gaat naar Bens' huis, slaat hem en zijn moeder neer en ontvoerd Amy. Later stuurt ze een berichtje waarin ze aangeeft bij het zwembad te zijn. Daar heeft ze Amy vastgemaakt aan een stoel en zegt dat Ben haar kan redden door toe te geven dat hij van haar houdt. Ben weigert dat en dus gaat Amy het water in.
Ben springt haar achterna en maakt haar los terwijl Madison dat met een stok probeert te verhinderen. Hij trekt haar echter het water in, brengt Amy op het droge en reanimeert haar. Intussen verdrinkt Madison, die niet kan zwemmen.
Een tijd later is Ben als toeschouwer aanwezig bij een zwemwedstrijd op school, waarna hij met Amy wegrijdt.

## Rolverdeling
- Jesse Bradford als Ben Cronin, de protagonist; hij is een getalenteerd zwemmer.
- Erika Christensen als Madison Bell, het nieuwe meisje op school dat Ben verleidt tot een onenightstand.
- Shiri Appleby als Amy Miller, Bens' vriendin. Het tweetal maakt reeds plannen om samen te wonen.
- Kate Burton als Carla Cronin, Bens' alleenstaande moeder.
- Clayne Crawford als Josh, Bens' teamgenoot in het zwemteam.